# Jean III. de Daillon
Jean (III.) de Daillon (* 1494; † 21. August 1557 in Bordeaux) war der erste Comte du Lude.

## Leben
Er war der einzige Sohn von Jacques de Daillon († 1532), Seigneur et Baron du Lude et de Sautray, und Jeanne d’Illiers, Dame d’Illiers († nach 1510).
Jean de Daillon war Seigneur et Baron du Lude, Baron d’Illiers et de Briançon (bei Chinon). Er kämpfte 1536 in der Picardie unter Marschall Robert III. de La Marck gegen den Heinrich III. von Nassau insbesondere bei der Belagerung von Péronne. Am 31. Januar 1539 wurde er zum Sénéchal d’Anjou en survivance in Bezug auf den Amtsinhaber Ferri II. de Mailly ernannt. Er war Chevalier de l’Ordre du Roi und Capitaine de 50 hommes d’armes. Im Mai 1544 wurde Le Lude zur Grafschaft erhoben. Am 27. Februar 1545 wurde er Gouverneur von Poitou, La Rochelle und Pays d’Aunis, zudem war er Sénéchal du Rouergue. 1549–1554 und 1556/57 war er Lieutenant-général du Roi en Guyenne.

## Ehe und Familie
Jean de Daillon heiratete am 8. September 1517 in erster Ehe Louise de Vendôme (* um 1500; † nach 1548), Tochter von Jacques de Vendôme, Vidame de Chartres, und Louise Malet de Graville, die Ehe wurde annulliert; sie heiratete am 12. September 1519 in zweiter Ehe François de Ferrières, Seigneur de Maligny († um 1544). In zweiter Ehe heiratete Jean de Daillon am 13. März 1518 Louise de Montmorency (* um 1512; † 1518), Tochter von Jean de Montmorency, Seigneur d’Écouen, und Anne (oder Jeanne) de La Tour-Boulogne-Montgascon (Stammliste der Montmorency)
Am 30. April 1528 heiratete er in dritter Ehe Anne de Batarnay († nach 1549), Tochter von François de Batarnay, Seigneur du Bouchage, und Françoise de Maillé. Ihre Kinder sind:
- Gui de Daillon (* 1530; † 11. Juli 1585), 1557 2. Comte du Lude, Comte de Pontgibaud, 31. Dezember 1581 Ritter im Orden vom Heiligen Geist, 1557 (en survivance) Gouverneur du Poitou, Sénechal d’Anjou; ⚭ (Ehevertrag 11. März 1558) Jacqueline Motier, Dame de La Fayette et de Pontgibaud († nach 1574), Tochter von Louis Motier und Anne de Vienne-Listenois (Motier de La Fayette)
- René de Daillon (* um 1535; † 1600) 1553–1562 Bischof von Luçon, 1590–1600 Bischof von Bayeux, 13. Dezember 1579 Commandeur de l’Ordre du Saint-Esprit
- François de Daillon († 15./16. August 1569 bei der Belagerung von Poitiers), Seigneur et Baron de Briançon
- François de Daillon, Seigneur de Sautray; ⚭ Jacqueline de Montigny, Dame de Montfort-le-Rotrou et de Fresne-en-Vendômois, Tochter von Jacques de Montigny und Léonore de Ferrières
- Françoise de Daillon l’Aîné (* 1538; † nach 1568); ⚭ (Ehevertrag 2. Mai 1558) Jacques II. Goyon, Seigneur de Matignon, 1. Comte de Thorigny, Prince de Mortagne, 1579 Marschall von Frankreich und Ritter im Orden vom Heiligen Geist, 1584 Gouverneur von Guyenne (* 26. September 1525; † 27. Juli 1598), Sohn von Jacques I. Goyon und Anne de Silly
- Anne de Daillon (* um 1535/39; † 1./2. November 1618); ⚭ 2. Mai 1558 Philippe I. de Volvire, 1584 Marquis de Ruffec, Ritter im Orden vom Heiligen Geist, Gouverneur von Angoulême (* 1524; † 6. Januar 1585)
- Françoise de Daillon La Jeune (* um 1549; † nach 1619); ⚭ 14. Juli 1578 Jean de Chourses, Seigneur de Malicorne, 1585 Gouverneur du Poitou, Ritter im Orden vom Heiligen Geist († 30. Oktober 1609), Sohn von Félix de Chourses und Madeleine de Baïf
- Louise de Daillon; ⚭ Barthélémi de Balsac, Seigneur de Saint-Paul